# عمران الجسمي
عمران الجسمي لاعب كرة قدم إماراتي محترف. بدأ مع نادي الشعب منذ صغره والتحق بالفريق الأول سنة 1994, في سنة 2007 انتقل إلى نادي الجزيرة, سنة 2009 انتقل إلى نادي الشارقة ومن ثم رجع إلى ناديه الأصلي الشعب سنة 2010. انضم إلى صفوف المنتخب الوطني سنة 2000 وكانت أول مباراة دولية له ضد المنتخب المصري في القاهرة وكانت آخر مشاركاته مع المنتخب سنة 2007.

## روابط خارجية
- عمران الجسمي على موقع قاعدة بيانات كرة القدم.إي يو (الإنجليزية)
- عمران الجسمي على موقع عالم كرة القدم.نت (الإنجليزية)